# موانئ سينك

صورة جغرافية تظهر فيها موانئ سينك

موانئ سينك هي سلسلة تاريخية من المدن الساحلية في كنت وساسكس. تأسست تلك المدن في الأصل لأغراض عسكرية وتجارية، وهي تقع في أقصى شرق القنال الإنجليزي، أي في أقرب نقطة إلى القارة الأوروبية. ترجع التسمية "Cinque Ports" إلى اللغة الفرنسية النورمانية وهي تعني «الموانئ الخمس»، وهي:
- هيستنغس
- نيو رومني
- هيث
- دوفر
- ساندوتش